# Bubale
Espèce
Statut de conservation UICN

 LC  : Préoccupation mineure
Les Bubales sont un genre d'antilopes africaines de la famille des Bovidae. Huit taxons ont été décrits et sont généralement considérés comme des sous-espèces de l'unique espèce Alcelaphus buselaphus. Certains auteurs ont proposé de les reconnaître comme des espèces à part entière, mais cette position ne fait pas consensus.

## Étymologie
Le bubale est cité par les auteurs grecs, dont Aristote (en grec ancien βουϐαλος), puis par les auteurs romains dont Pline (en latin būbalus).
| E9 |

| E9 |

## Description
Le bubale est une grande antilope, qui mesure de 1,5 à 2,45 m de long, pour une hauteur au garrot de 1,1 à 1,5 m. Il se caractérise par un dos fortement incliné, de longues pattes, de grandes glandes sous les yeux, une queue en touffe et un rostre long et étroit. Les poils du corps mesurent environ 25 mm de long et sont de texture assez fine. Les différentes sous-espèces se distinguent les unes des autres par la couleur du pelage, qui varie du brun pâle au gris brunâtre, et par la forme des cornes. Celles-ci sont au nombre de deux chez les deux sexes, s'élèvent à partir d'un seul pédicelle et mesurent de 450 à 700 mm de long.

## Systématique

### Liste des sous-espèces

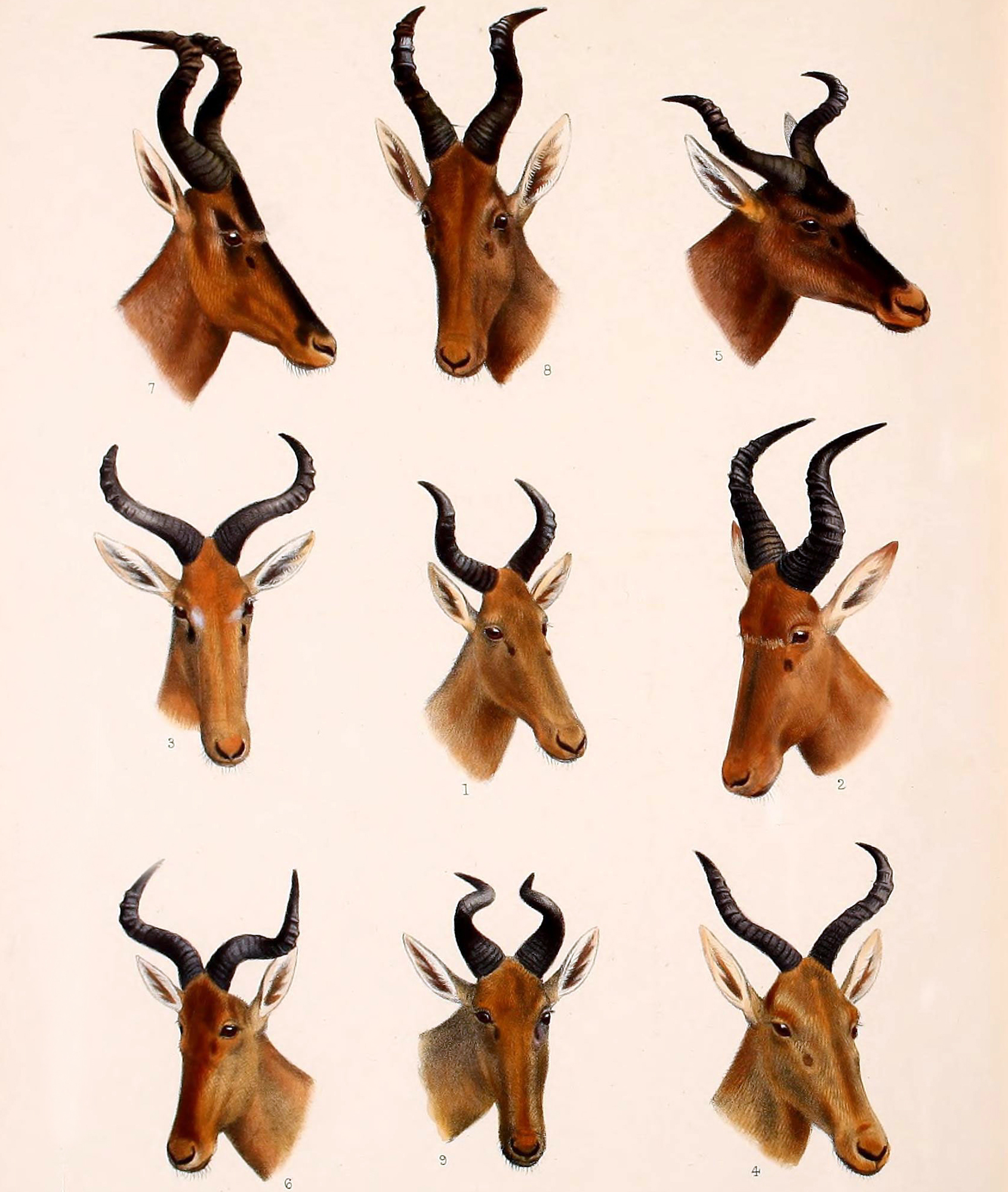
Têtes de bubales. Voir la liste des sous-espèces pour la légende.

D'après Mammals of Africa (2013) :
- † Bubale d'Afrique du Nord (1) – Alcelaphus buselaphus buselaphus (Pallas, 1766)
- Bubale caama (7) – Alcelaphus buselaphus caama (É.Geoffroy Saint-Hilaire, 1803)
- Bubale de Lichtenstein (9) – Alcelaphus buselaphus lichtensteinii (Peers, 1849)
- Bubale major (2) – Alcelaphus buselaphus major (Blyth, 1869)
- Bubale tora (3) – Alcelaphus buselaphus tora Gray, 1873
- Bubale lelwel – Alcelaphus buselaphus lelwel (Heuglin, 1877)
- Bubale de Coke (6) – Alcelaphus buselaphus cokii Günther, 1884
- Bubale de Swayne (5) – Alcelaphus buselaphus swaynei (P.L.Sclater, 1892)

Exemples de sous-espèces de bubales
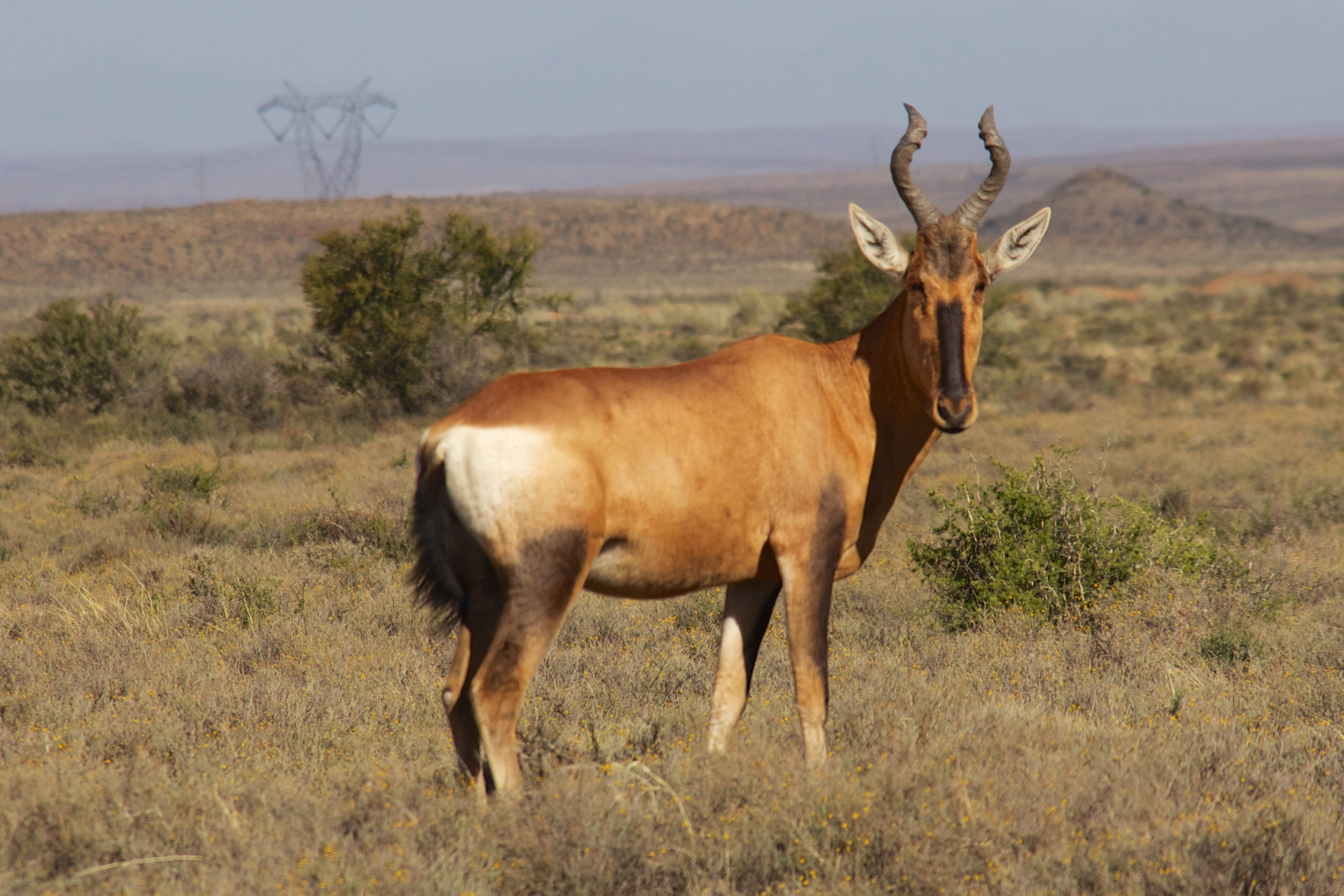
Bubale caama au Parc national du Karoo, en Afrique du Sud.
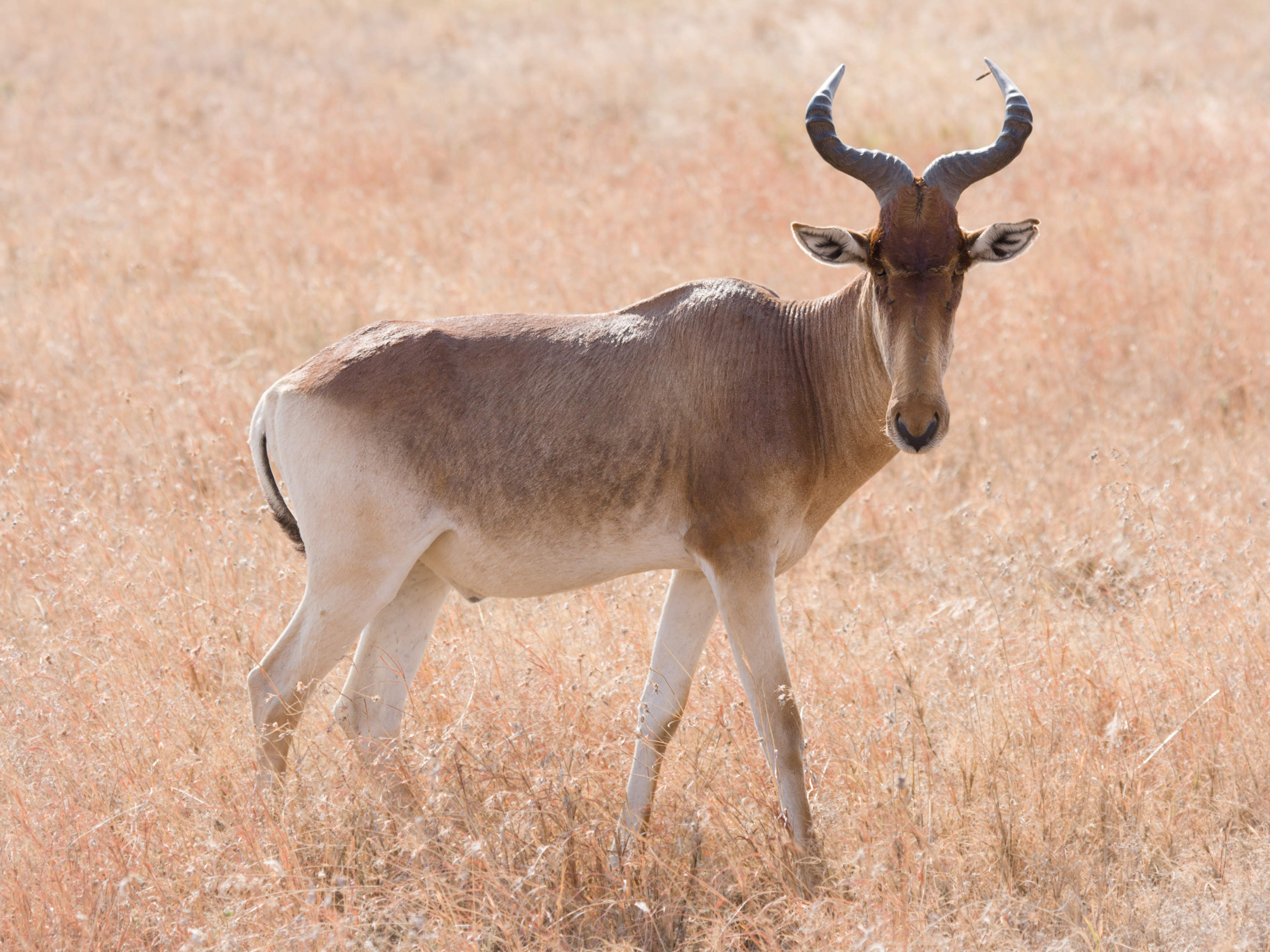
Bubale de Coke au Parc national du Serengeti, en Tanzanie.
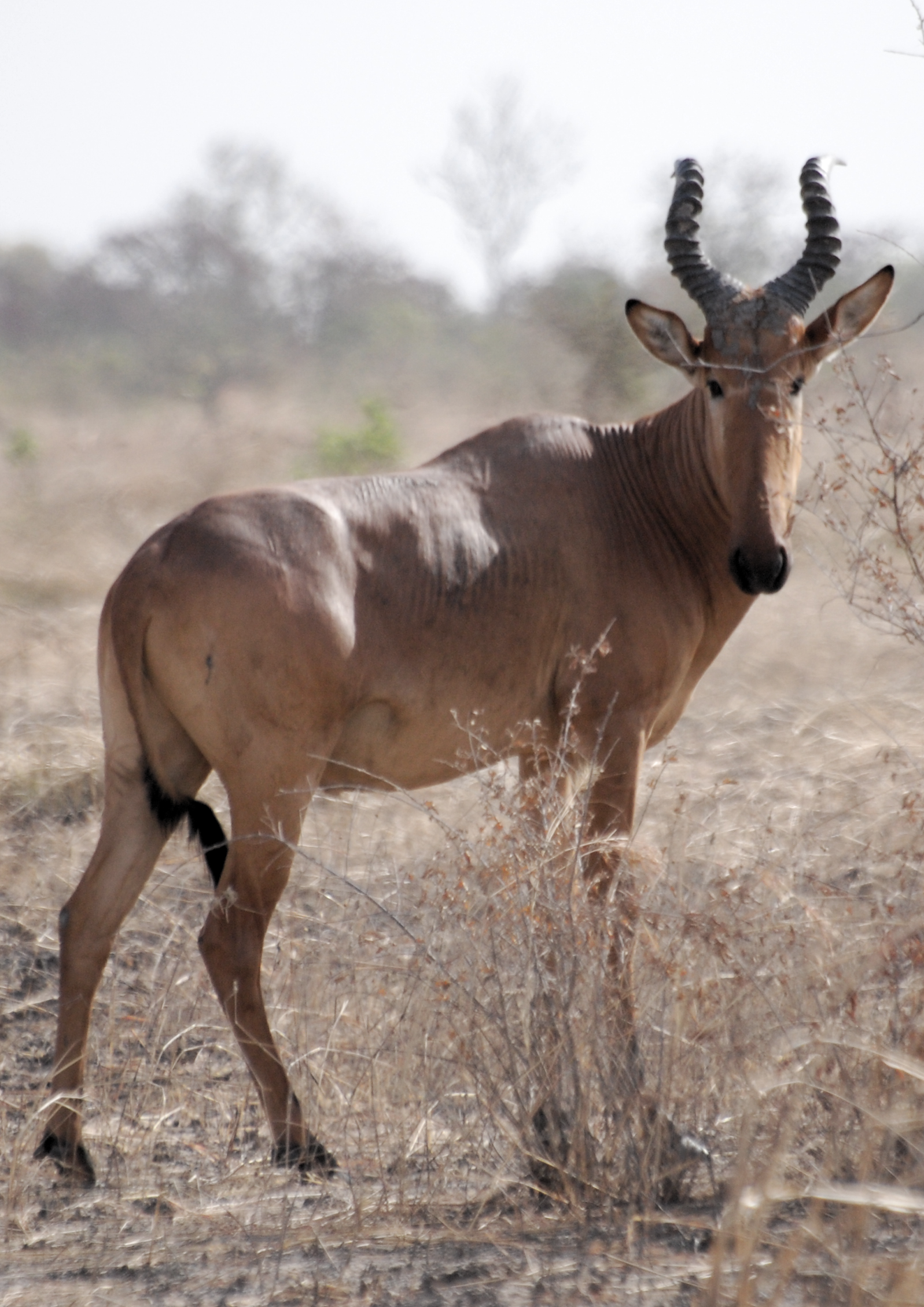
Bubale major au Parc national de la Pendjari, au Bénin.
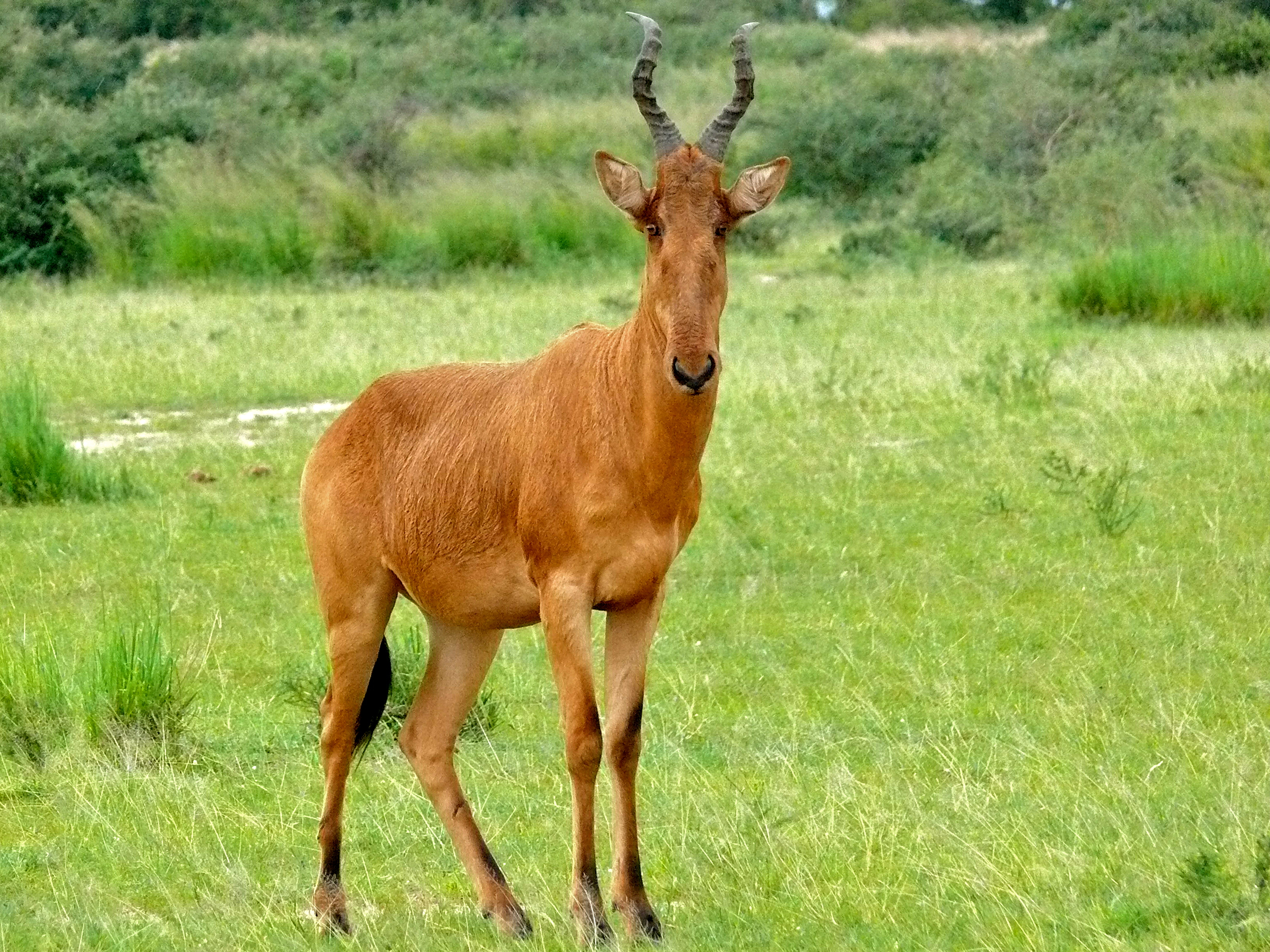
Bubale lelwel au Parc national Murchison Falls, en Ouganda.
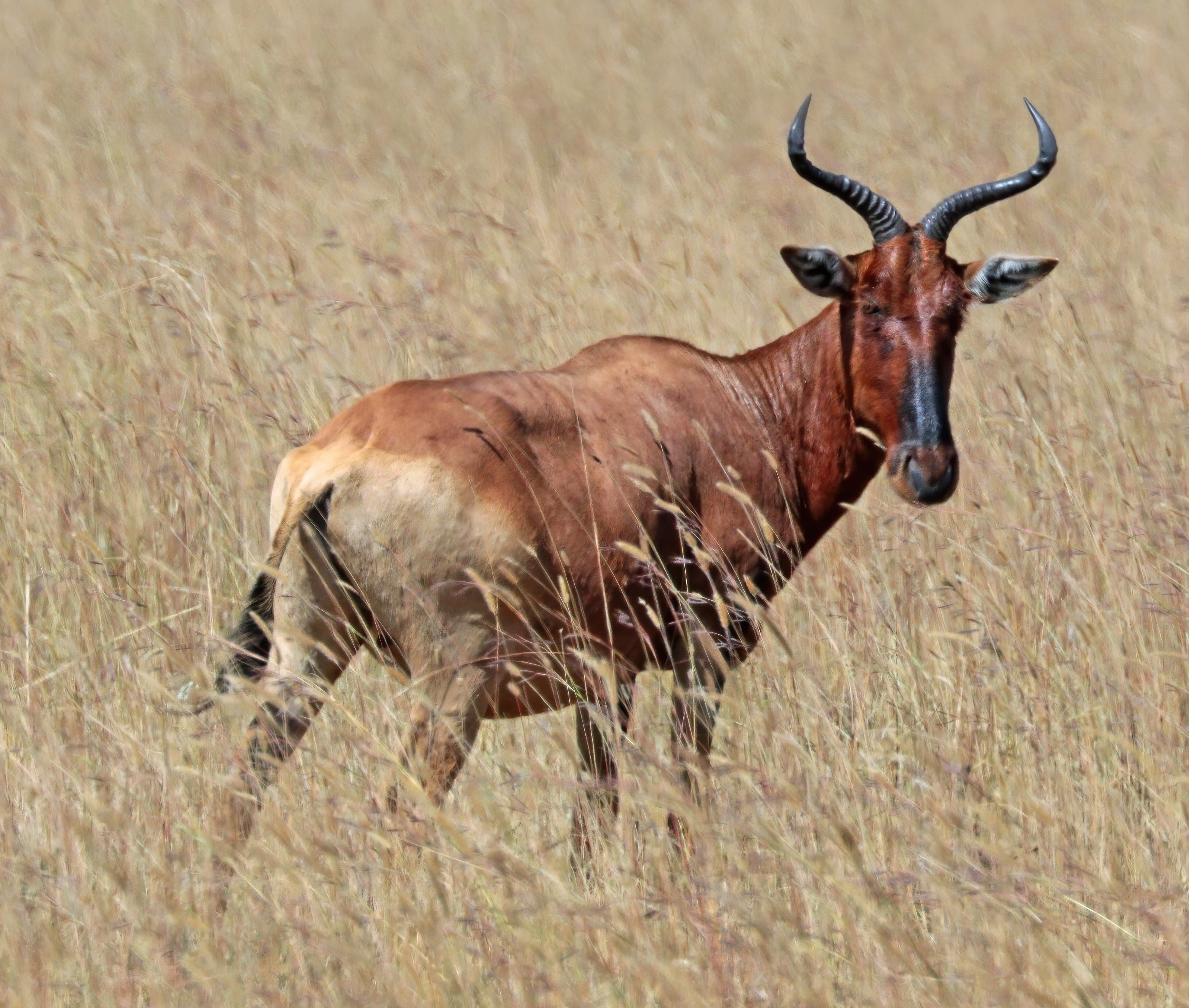
Bubale de Swayne au Sanctuaire de Senkele, en Éthiopie.

## Répartition

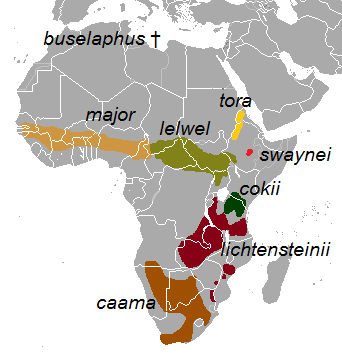
Carte de répartition des sous-espèces de bubales en Afrique.

Les bubales montrent un rare exemple de distribution panafricaine pour un grand mammifère, qui pourrait être liée à certaines adaptations alimentaires critiques. La clé de leur succès est peut-être leur capacité à extraire une nourriture de haute qualité des hautes herbes et à survivre avec des apports relativement faibles. Grâce à leur museau long et fin, les bubales peuvent extraire le limbe et même grignoter la gaine des feuilles. Cette caractéristique leur permet de se nourrir avec succès pendant la saison sèche, une période particulièrement critique pour les antilopes. Elle les aurait amenés à occuper de vastes zones herbeuses à travers l'Afrique, sur une grande variété de régimes climatiques, et à déplacer les formes précédentes.

## Menaces et conservation
Le bubale est un animal qui supporte mal la captivité. On le trouve donc rarement dans les élevages ou les zoos. Il fait concurrence aux troupeaux domestiqués lorsqu'il broute l'herbe locale. Sa chasse est organisée couramment comme une attraction touristique promettant de beaux trophées et une viande savoureuse aux amateurs de safari. Cependant cette activité humaine a considérablement fait diminuer les populations.